# 엘리자베스 맥거번
엘리자베스 맥거번(영어: Elizabeth McGovern, 1961년 7월 18일 ~ )은 미국의 배우이다. 영국 출신의 영화 감독 사이먼 커티스와 1992년 결혼하였다.

## 출연 작품
- 보통 사람들
- 원스 어폰 어 타임 인 아메리카
- 아메리칸 스플렌더
- 쟈니 핸섬
- 커뮤터 - 캐런 맥컬리 역